# Xystrocera cyanipennis
Xystrocera cyanipennis är en skalbaggsart som beskrevs av Stefan von Breuning 1957. Xystrocera cyanipennis ingår i släktet Xystrocera och familjen långhorningar. Inga underarter finns listade i Catalogue of Life.